# Miranda d'Espiells
La Miranda d'Espiells és una torre de guaita situada al punt més alt del poble d'Espiells, al terme municipal de Sant Sadurní d'Anoia (Alt Penedès).
Construïda el 1927, amb elements modernistes, després de la Guerra Civil va quedar sense ús i va patir un deteriorament progressiu, fins al 2004, que va ser restaurada per la regidoria de Medi Ambient de l'Ajuntament i l'Agrupació de Defensa Forestal de Sant Sadurní, amb la col·laboració de Juvé i Camps i la Comunitat Mina i Aigües de la Salut, per a dotar-la d'una zona d'esbarjo i per a ser utilitzada com a torre de guaita d'incendis forestals.
A l'indret hi ha una necròpolis medieval, dels segles V i VIII.
El 2024 es va afegir al projecte Miravinya, ruta turística dels miradors del Penedès.